# The Boy Who Cried Bitch
The Boy Who Cried Bitch  es una película independiente estadounidense de 1991 de género dramático. Dirigida por el argentino Juan José Campanella y protagonizada por Harley Cross, Karen Young, Jesse Bradford, Adrien Brody y Jason Biggs. 
Está basada en hechos reales.

## Sinopsis
La historia se centra en Dan Love (Harley Cross), un chico con una mal diagnosticada (o no diagnosticada) condición mental, quién poco a poco sumerge la vida de su madre, Candice (Karen Young), en un desenfrenado caos.

## Reparto
- Harley Cross ... Dan Love
- Karen Young ... Candice Love
- Jesse Bradford ... Mike Love
- J.D. Daniels ... Nick Love
- Adrien Brody ... Eddie
- Jason Biggs ... Robert
- Moira Kelly ... Jessica
- Chris McKenna ... Ross

## Producción
La mayor parte del rodaje se llevó a cabo en la residencia de McGovern en Bronxville.
Campanella dijo que el guion estaba basado en gran medida en la vida personal de la guionista Catherine May Levin.

## Estreno y secuela
Originalmente exhibida en el Festival de cine de Boston en 1991, la película contenía un final alternativo. Nunca fue dada al MPAA para su revisión, y por ello figura sin calificación.
Fue seguida por una secuela llamada The Boy Who Cried Bitch: The Adolescent Years (2007), sin la participación de ninguno de los miembros de la película original, con la excepción de la guionista Catherine May Levin.